# Poa novarae
Poa novarae is een grassoort uit het geslacht Poa, welke behoort tot de grassenfamilie (Poaceae). De soort komt voor op de eilanden Île Amsterdam en Île Saint-Paul, die gelegen zijn in de zuidelijke Indische Oceaan. De soort wordt daar aangetroffen in graslanden op de lagere hellingen van beide eilanden, waar hij groeit in grote pollen (tussock grass).
... · 
P. angustifolia (Smal beemdgras) · 
P. annua (Straatgras) · 
P. bulbosa (Knolbeemdgras) · 
P. chaixii (Bergbeemdgras) · 
P. compressa (Plat beemdgras) · 
P. foliosa · 
P. litorosa · 
P. nemoralis (Schaduwgras of bosbeemdgras) · 
P. novarae · 
P. palustris (Moerasbeemdgras) · 
P. pratensis (Veldbeemdgras) · 
P. trivialis (Ruw beemdgras) · 
...